# Rasoherina
Rasoherina (1814 - 1 de abril de 1868) foi a rainha de Madagascar desde 1863 até à sua morte em 1868. 

## Primeiros anos

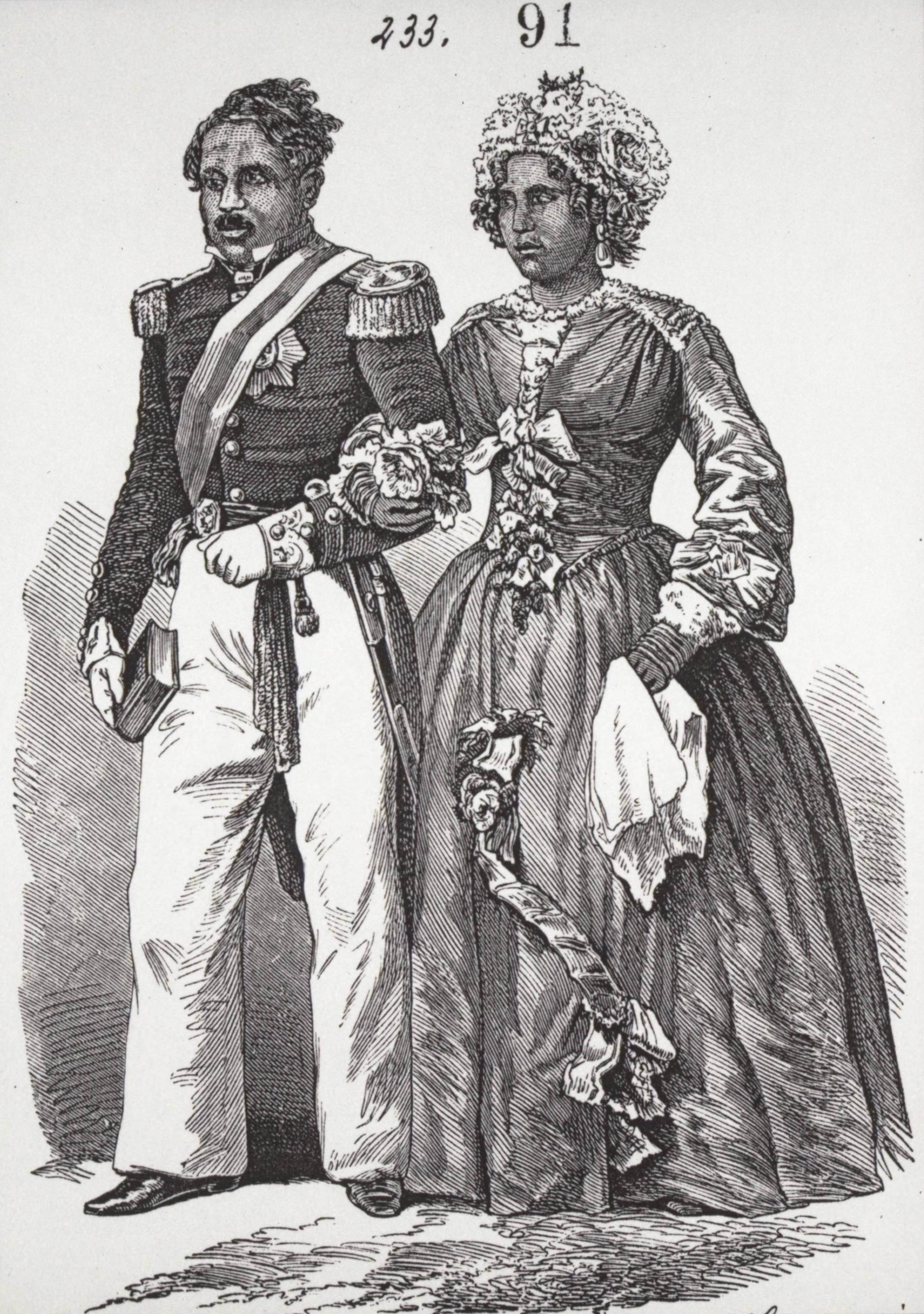
Rasoherina e Rakoto.

Nascida como Rabodozanakandriana, em 1814, foi filha de funcionários da aristocracia malgaxe durante o reinado de Radama I; O príncipe Andriantsalamanandriana e a princesa Rabodozanakandriana. Durante a primeira parte de sua vida foi casada com Raharola, um aristocrata malgaxe que acumulou muitas honras e funções durante o reinado de Ranavalona I. Sendo elas como Secretario da Embaixada na Grã-Bretanha (1836-1837), Ministro das Relações Exteriores (1862), Ministro do Interior (1862-1864), Conselheiro do Estado (1864-1865) e governador da província de Toamasina (1865). Em 1847 se divorciou do mesmo e tempo depois, ainda no mesmo ano, se casou com o então príncipe-herdeiro de Madagáscar, Rakoto, que em 1861 viria a se tornar o rei Radama II e ela a rainha consorte de Madagascar como esposa principal. 
Em 1863, devido a impopularidade do rei no parlamento, o soberano foi assassinado na manhã de 12 de maio de 1863 em seu quarto no Palácio Rova por dois soldados. Crime este que foi assistido por Rasoherina, que tentou impedir que os traidores assassinassem seu marido, mas sem sucesso. Radama II foi estrangulado para evitar que se derrama-se sangue no ato, coisa que era considerada maldita pelas tradições malgaxes na execução de um nobre. O ato de morte do rei fez parte do golpe de estado da Revolução Aristocrática, onde Rasoherina foi forçada a assumir o cargo, já que era de origem nobre a esposa principal do rei. A mesma não mudou seu nome após ascender ao trono, além de ter sido forçada a assinar um tratado que cedesse poderes quase absolutos ao parlamento, reduzindo seu papel á de figura simbólica.  

## Reinado

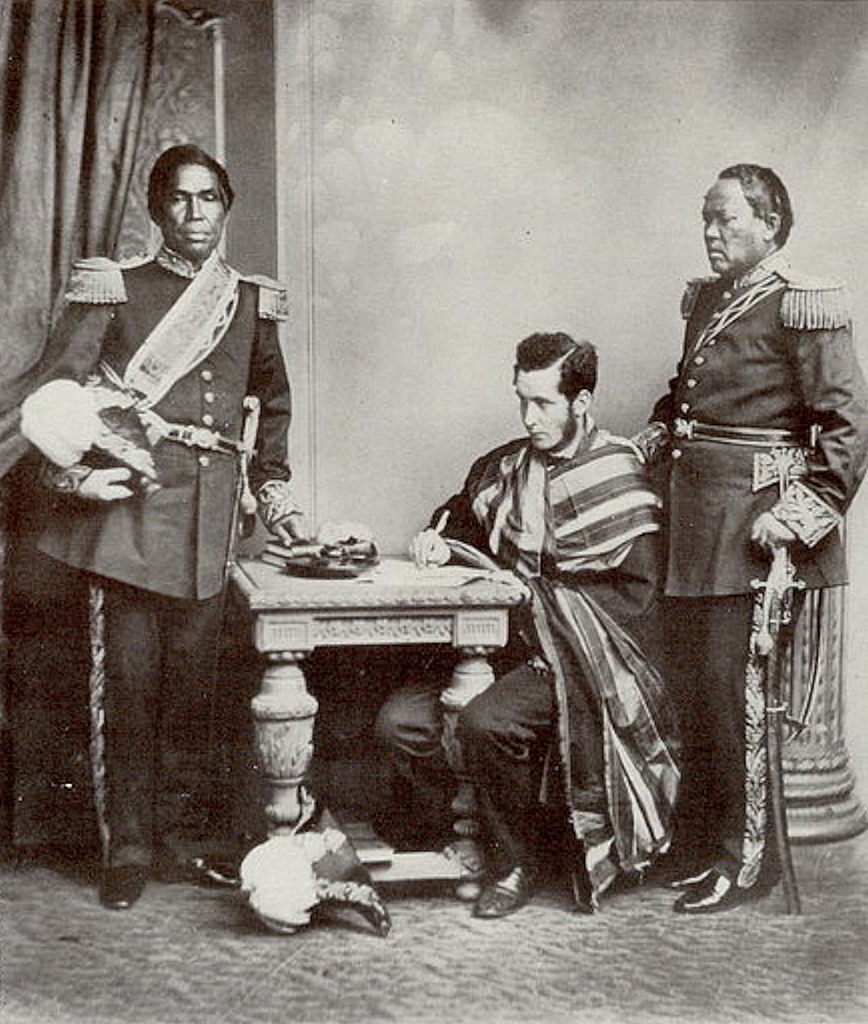
Os primeiros embaixadores malgaxes apareceram no reinado de Rasoherina.

Foi coroada em 30 de agosto de 1863, quatro meses após a morte de seu marido. Durante seu curto reinado de pouco menos de cinco anos, algumas medidas tomadas pelo monarca anterior foram mantidas, bem como as relações exteriores e a liberdade religiosa. Mesmo assim o poder de facto permaneceu nas mãos do primeiro-ministro Raharo, com quem ela se casou semanas depois da coroação. O matrimônio com este  foi muito infeliz e não produziu filhos, já que Raharo era um marido e um chefe de Governo autoritário e tirânico, impondo torturas e execuções a opositores e agredindo verbal e fisicamente á Radoherina.  
Durante os primeiros anos a rainha procurou manter o equilíbrio entre as facções conservadoras (A favor da conservação das tradições e isolamento) e as facções progressistas (A favor da abertura politica e desenvolvimento do país), conseguindo certas realizações. Rahoherina conseguiu por meio de influências e aliados ao parlamento perpetuar um golpe de Estado e depor o primeiro ministro Raharo em 1864, substituindo o mesmo por seu irmão Rainilaiarivoni, com quem também se casaria com a intenção de deter mais poder e influências no governo. 
Durante seu casamento e graças a suas influências no parlamento, enviou os primeiros embaixadores do reino para o exterior, que foram enviados para Londres e Paris e os mercados de domingo foram proibidos. A controversa Carta Lambert, que concedia terras para a exploração de franceses e promulgada por Radama II foi declarada nula, para grande desgosto dos franceses. Uma quantia de 240.000 ariary (~ 1.200.000 francos franceses) foi paga à França em reparações pela violação deste lucrativo acordo comercial. Entretanto, apesar do rompimento com a França, em 27 de junho de 1865, ela assinou um tratado com o Reino Unido, dando aos cidadãos britânicos o direito de alugar terras e propriedades na ilha, além de ter um embaixador da Grã-Bretanha residente no reino. Em 14 de fevereiro de 1867, ela assinou um tratado com os Estados Unidos que limitava a importação de armas e a exportação de gado. Um novo e não desigual tratado com a França estava sendo considerado durante seu reinado, mas não foi assinado até depois de sua morte. 
Durante seus anos finais, a rainha e seu marido foram vitimas de conspirações e tentativas de golpe para tirá-los do poder. Em 27 de março de 1868, o príncipe Rasato, que havia sido prometido com o trono durante o governo de Raharo tentou perpetuar um golpe de estado para tornar-se rei. Na sexta feira às duas da tarde, uma multidão maciça armada com revólveres e espadas invadiu o Palácio Rova capturando muitos guardas e nobres presentes na ocasião. Entretanto a rainha e o primeiro-ministro não se encontravam na cidade, estando em peregrinação na cidade de Ambohimanga. Rainilaiarivony comandou um novo exército para resgatar o palácio com êxito e prender o príncipe Rasato. Após a tentativa de golpe a rainha discursou ao povo em seu retorno a Antananarivo, convocando que aqueles a favor dela que a acompanhassem em seu retorno ao Rova. Uma multidão á acompanhou demonstrando sua fidelidade. Ao chegar ao palácio, a monarca discursou novamente oferecendo recompensas para quem entregasse conspiradores ou informações sobre eles. Após isso ela se fechou totalmente para esconder sua doença. 

### Anos finais e morte
Rasoherina faleceu em 1 de abril de 1868 aos 53 ou 54 anos de idade no Palácio Real. Antes de morrer ela abraçou a fé cristã e se converteu ao catolicismo. Ela também declarou seu desejo de ser sucedida por sua meia-irmã Ramoma, que também ficou encarregada de cuidar de seus filhos adotivos Ratahiry e Rasoaveromanana.  Ramoma assumiu o trono com o nome de Ranavalona II imediatamente á morte da irmã.